# Haploniscus foresti
Haploniscus foresti är en kräftdjursart som beskrevs av Chardy 1974. Haploniscus foresti ingår i släktet Haploniscus och familjen Haploniscidae. Inga underarter finns listade i Catalogue of Life.